# Vladimer Dgebuadze
Vladimer Dgebuadze (en georgiano: ვლადიმერ დგებუაძე, Sujumi, URSS, 2 de octubre de 1970) es un deportista georgiano que compitió para la URSS en judo. Ganó una medalla de bronce en el Campeonato Mundial de Judo de 1991, y una medalla de oro en el Campeonato Europeo de Judo de 1993.
Participó en los Juegos Olímpicos de Atlanta 1996, donde finalizó noveno en la categoría de –71 kg.

## Palmarés internacional
| Representando a la URSS |                    |                   |           |
| Campeonato Mundial      |                    |                   |           |
| Año                     | Lugar              | Medalla           | Categoría |
| 1991                    | Barcelona (España) | Medalla de bronce | –71 kg    |
| Representando a Georgia |                    |                   |           |
| Campeonato Europeo      |                    |                   |           |
| Año                     | Lugar              | Medalla           | Categoría |
| 1993                    | Atenas (Grecia)    | Medalla de oro    | –71 kg    |